# Бразильский реал (старый)
Реал, рейс (порт. real, мн.ч. réis) — денежная единица Бразилии до 1942 года.
Во множественном числе португальское слово real ранее имело форму réis (современная форма — reais). В связи с тем, что в Бразилии до 1942 года не использовались монеты и банкноты малых номиналов (минимальный номинал выпускавшихся монет — 5 реалов), во многих источниках говорится о том, что официальной валютой Бразилии до 1942 года был «рейс».

## История
Бразилия была открыта в 1500 году Педру Алваришом Кабралом, в 1530 году началась её колонизация. В течение длительного времени в обращении использовались все монеты, которые попадали на её территорию, в основном это были монеты, чеканившиеся в испанских американских колониях. В связи со значительным дефицитом монеты законным платёжным средством объявлялись сахар, какао, табак, пряности и хлопок. Африканские рабы использовали в качестве денег раковины моллюсков «зимбо».
В 1640 году была расторгнута Иберийская уния и восстановлена независимость Португалии, владением которой была Бразилия. С 1642 года на испанские монеты начали наноситься надчеканки с номиналом в реалах.
В 1640—1650 годах чеканились монеты Голландской Бразилии в гульденах и стюверах — первые монеты, чеканившиеся на территории современной Бразилии. В 1654 году голландцы были вытеснены с территории Бразилии, чеканка этих монет прекращена.
Первый португальский монетный двор на территории Бразилии был открыт в 1694 году в Баие.
Выпуск бумажных денег начат в 1771 году, в виде обязательств Генеральной администрации бриллиантов (порт. Administração Geral dos Diamantes).

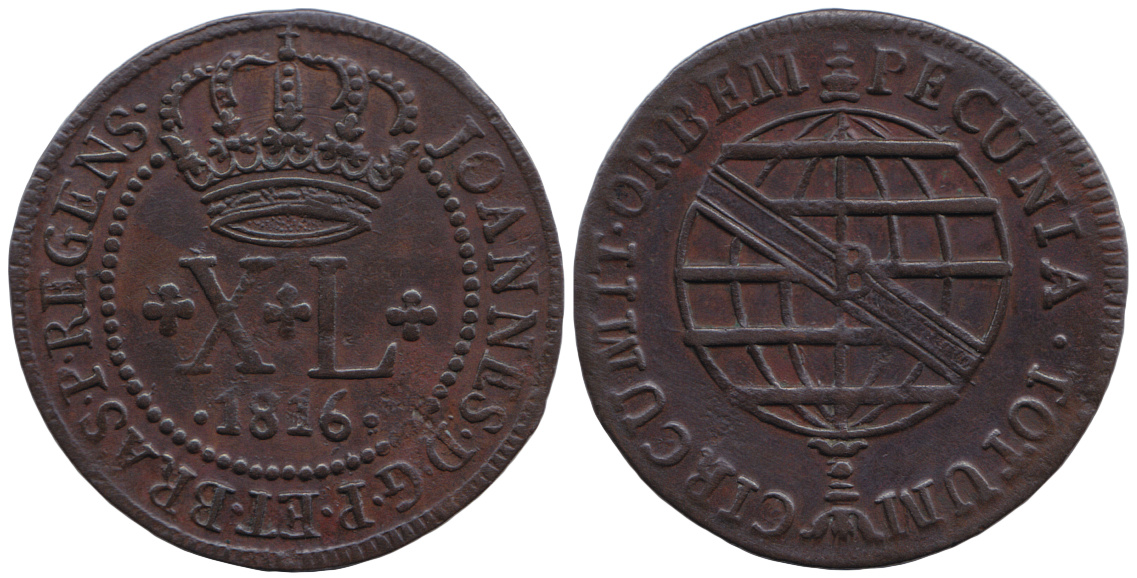
Монета 40 (XL) реалов, 1816 года, Жуан VI. Баия, медь.

В 1808 году был основан Банк Бразилии, получивший право эмиссии банкнот. Это был не только первый бразильский банк, но и первый португальский банк. В Бразилии в то время находился королевский двор, вынужденный покинуть Португалию во время наполеоновских войн. Банк начал выпуск банкнот в 1810 году.
В 1822 году была провозглашена независимость Бразилии. Бразильская финансовая система окончательно отделилась от португальской.
В связи с обесценением реала для счёта крупных сумм применялись кратные счётные единицы — мильрейс (порт. mil réis, 1000 реалов) и конто де рейс (порт. conto de réis, 1 000 000 реалов). Номинал на банкнотах последних выпусков (образца 1910, 1923 и 1926 годов) указывался только в мильрейсах.
Декретом от 5 октября 1942 года с 1 ноября того же года была введена новая денежная единица — крузейро. Реалы обменивались на крузейро в соотношении 1000:1 до 1 июня 1949 года.